# Université Bunri de Tokushima
L'université Bunri de Tokushima (徳島文理大学, Tokushima Bunri Daigaku) est une université privée japonaise, située dans la ville de Tokushima (préfecture de Tokushima). Elle fut fondée en 1895 comme une école technique, et a acquis le statut d'université en 1966.